# پتنت لتر کید
پتنت لتر کید (به انگلیسی: The Patent Leather Kid) فیلمی در ژانر درام و صامت به کارگردانی آلفرد سانتل است که در سال ۱۹۲۷ منتشر شد. از بازیگران آن می‌توان به ریچارد بارتلمس، هانک مان، متیو بتز، مالی اودی، نایجل ده برولیر و آرتور استون اشاره کرد. فیلم پتنت لتر کید روایتگر داستان بوکسوری است که جنگ خارج از رینگ مسابقه برایش مسخره است، به خصوص زمانی که از طرف ایالات متحده، در جنگ جهانی اول، به صحنه نبرد فرستاده می‌شود. در نهایت او با کشتی به آنسوی دریاها می‌رود و به عنوان یک قهرمان ظاهر می‌شود.
ریچارد بارتلمس به خاطر این فیلم نامزد دریافت جایزه اسکار بهترین بازیگر نقش اول مرد شد.